# スリーズ (人工衛星)
スリーズ（フランス語: Cerise）はフランスの軍事偵察衛星。スペースデブリとの衝突が確認された初の人工衛星である。

## 基礎情報
スリーズの主な目的はフランスの情報機関のためにHF電波信号を傍受することである。重量は約50kg。
1995年7月7日にフランス領ギアナのクールーからアリアン4ロケットによって打ち上げられた。初期軌道は近地点675km、遠地点666km、公転周期98.1分、軌道傾斜角98.0度。

## デブリとの衝突
運用開始から1年後、スリーズの姿勢が急激に変化して、700kmの極軌道上で回転をしていることが確認された。初期調査によってスペースデブリと衝突したという結論に至った。
その後イギリス宇宙トラックネットワークとNASAの観測と解析により、1996年7月24日にスリーズがデブリと衝突したということが確認された。デブリはスリーズが展開している6mの重力傾斜安定ブームに14km/s以上の速度で衝突したと考えられた。この事例はランデブーの失敗等を除いて、宇宙空間における人工物どうしの初めて確認された衝突となった。
衝突したデブリは元々アリアンロケットの部品で、カタログ登録されていた。
衝突があったにもかかわらず、スリーズとそのペイロード部品は地上制御の元、正常に稼動した。ミッション・コントロール・エンジニアらは地上制御に頼らずに衛星の方向を変える新しい姿勢制御ソフトウェアを用いて、衛星のオンボードコンピュータのプログラムの書き換えを行い、スリーズのミッションを続行させた。